# Đại học Miền Trung Queensland
Viện Đại học Miền Trung Queensland hay Đại học Miền Trung Queensland (tiếng Anh: Central Queensland University, hay còn gọi là CQUniversity) là một viện đại học công lập ở Úc, có khuôn viên chính tọa lạc tại Bắc Rockhampton,Queensland và các cơ sở khác tại Bundaberg, Emerald, Gladstone và Mackay. Các cơ sở quốc tế được đặt tại Melbourne, Sydney, Gold Coast, Brisbane và Sunshine Coast. Ngoài ra CQUniversity còn mở rộng sang Thái Bình Dương và Đông Nam Á. Đây là một trong những viện đại học thu hút nhiều sinh viên quốc tế nhất nước Úc, với hơn 25.000 sinh viên đến từ hơn 100 quốc gia khác nhau đã học tập từ ngôi trường này.

## Lịch sử
Được thành lập từ năm 1967 với tên gọi ban đầu là Viện Công nghệ Queensland (Queensland Institute of Technology), sau đó 2 năm được đổi thành University College of Central Queensland, vào năm 1992 đã trở thành một trường đại học chính thức đặt tên là trường Đại học Central Queensland. Năm 1994, lấy tên là Trường Đại học Central Queensland. Trong năm 2008, nó mở rộng ra các trụ sợ khác ngoài Trung Queensland.

## Các cựu sinh viên nổi tiếng
- Julian Assange, người sáng lập WikiLeaks.[6]
- Wayne Blair, nhà làm phim người Úc.[7]
- Tom Busby và Jeremy Marou, bộ đôi nhạc rock trong nhóm Busby Marou của Úc.
- Anna Meares, tay đua xe đạp từng đoạt huy chương vàng Olympic.
- Frank McGuiness, Kiểm toán viên Tổng Lãnh thổ phía Bắc.[8]
- Ian McPhee, Tổng Kiểm toán của Úc.[9]
- William McInnes, diễn viên và tác giả.
- Des Pearson, Tổng Kiểm toán viên Victoria.[10]
- Peter Saide, Diễn viên tại Broadway.[11]